# Ralf Rothmann
Ralf Rothmann (Slesvig, Slesvig-Holstein, 10 de maig de 1953) és un novel·lista, poeta i dramaturg alemany. Les seves novel·les han estat traduïdes a diversos idiomes. El tema principal de la seva obra són tant els burgesos i la realitat proletària de la vida a la regió del Ruhr (per exemple a Stier, Wäldernacht, Milch und Kohle...), així com a Berlín (Flieh mein Freund, Hitze, Feuer brennt nicht) amb un enfocament autobiogràfic sobre l'alienació, l'intent d'escapar d'aquestes situacions, i la solitud comuna. La seva novel·la Feuer brennt nich (2009) és un retrat commovedor d'un artista-escriptor que es debat entre dues dones que paguen un alt preu per la seva infidelitat.

## Obres
- Messers Schneide (relats, 1986)
- Kratzer und andere Gedichte (poemes, 1987)
- Der Windfisch (relats, 1988)
- Stier (novel·la, 1991)
- Wäldernacht (novel·la, 1994)
- Berlin Blues. Ein Schauspiel (obra teatral, 1997)
- Flieh, mein Freund! (novel·la, 1998)
- Milch und Kohle (novel·la, 2000)
- Gebet in Ruinen (poemes, 2000)
- Ein Winter unter Hirschen (relats, 2001)
- Hitze (novel·la, 2003)
- Junges Licht (novel·la, 2004)
- Rehe am Meer (novel·la, 2006)
- Feuer brennt nicht (novel·la, 2009)
- Shakespeares Hühner (relats, 2012)
- Sterne tief unten (relats, 2013)
- Im Frühling sterben (novel·la, 2015), traduït al català per Ramon Monton i publicat per L'altra Editorial el 2016 amb el títol Morir a la primavera
- Der Gott jenes Sommers (novel·la, 2018)